# SATS: Northern european journal of philosophy
SATS: Northern european journal of philosophy är en filosofisk tidskrift som kommit ut med två nummer per år sedan 2000. Tidskriften, som likt andra vetenskapliga tidskrifter tillämpar referentgranskning har som mål att publicera artiklar inom många typer av filosofi.